# Aretas IV

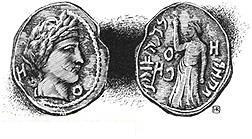
Moneda de bronce de Aretas IV, con la inscripción «Aretas Rey de los Nabateos... Año.. .»

Aretas IV Philopatris (en árabe: حارثة الرابع‎, en nabateo Ḥāritat) fue rey de los nabateos de c. 9 a. C. a 40 d. C.
Aretas llegó al poder después del asesinato de Obodas III, que fue envenenado. Flavio Josefo dice que originalmente se llamaba Eneas, pero tomó el nombre de  "Aretas" como nombre de trono. Una inscripción de Petra sugiere que puede haber sido miembro de la familia real, como descendiente de Malicos I.
Su título completo, como el de las inscripciones, era «Aretas, rey de los nabateos, amigo de su pueblo». Siendo el vecino más poderoso de Judea, frecuentemente participó en los asuntos de estado de aquel país, e influyó en conformar el destino de sus gobernantes. No tenía lazos particularmente buenos con Roma, y solo después de grandes dudas le reconoció Augusto como rey. No obstante,  participó en la expedición de Varo contra los judíos en el año 4 a. C., y puso un ejército considerable a disposición del general romano.
Aretas tuvo dos mujeres. La primera fue Huldu, con quien ya estaba casado cuando llegó a ser rey. Su perfil fue representado en las monedas nabateas hasta el año 16. Después de un vacío de unos cuantos años, empieza a aparecer la cara de su segunda mujer, Shaqilath, en las monedas.

## Derrota de Herodes Antipas
Su hija Phasaelis se casó con Herodes Antipas, también conocido como Herodes el Tetrarca. Cuando Phasaelis descubrió que Herodes pretendía divorciarse de ella para tomar a Herodías, la mujer de su hermanastro y madre de Salome, algún tiempo antes de la muerte de Filipo (33/34 d. C.), huyó con su padre. Aretas IV invadió el territorio de Herodes y derrotó a su ejército, en parte porque los soldados de la tetrarquía de Filipo cambiaron de lado.
Josefo, la fuente para estos acontecimientos, dice que algunos judíos atribuyeron la derrota de Herodes Antipas, que ocurrió durante el invierno de 36/37 d. C., a la decapitación de Juan el Bautista.
Herodes Antipas, entonces apeló al emperador Tiberio, quien envió a Lucio Vitelio, gobernador de Siria para atacar a Aretas. Vitelio reunió a sus legiones y se movió hacia el sur, parando en Jerusalén para la pascua del 37, cuando llegaron noticias de la muerte del emperador, y la invasión de Nabataea nunca fue completada.
El apóstol cristiano, Pablo de Tarso, menciona que tuvo que escapar de Damasco en una cesta a través de una ventana en la pared para huir del Etnarca del rey Aretas. (2 Corintios 11:32-33, cf. Hechos 9:23-24). Sin embargo,  hay alguna disputa sobre si las tropas que controlaban la ciudad pertenecían a Aretas, o si Pablo de hecho se refería «al funcionario que controlaba la comunidad nabatea en Damasco, y no la ciudad globalmente.»
Aretas IV murió en 40 d. C., y fue sucedido por su hijo Malicos II.